# Bernard Dumont

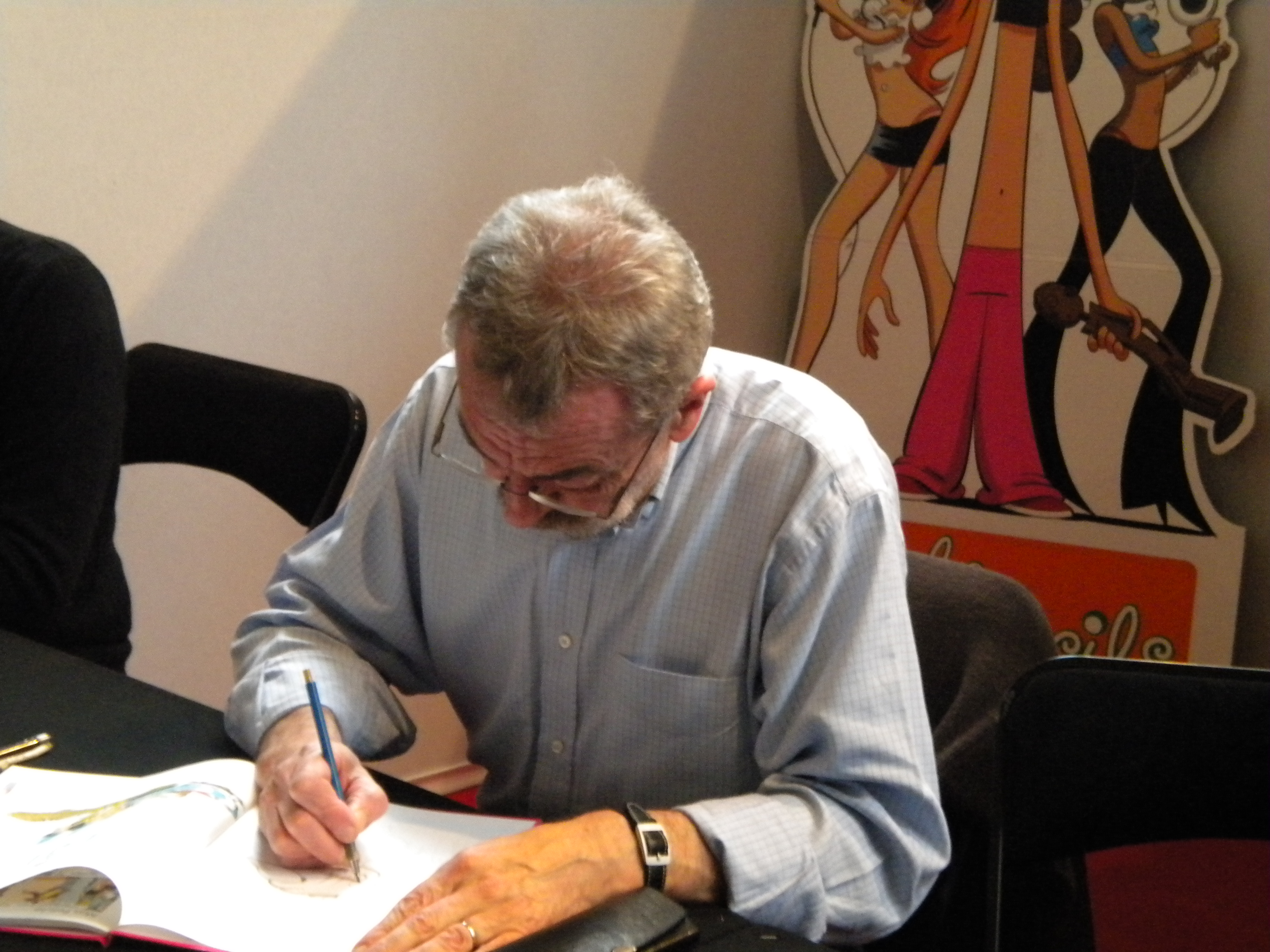
Bernard Dumont, 7 lutego 2010

Bernard Dumont (ur. 11 kwietnia 1948) – belgijski rysownik i scenarzysta, autor komiksów dla dzieci. Od początku swojej kariery występuje pod pseudonimem Bédu.
Bernard Dumont, z wykształcenia ekonomista jako autor komiksów zadebiutował w 1975 roku w tygodniku „Tintin” serią o zwierzętach Beany, le raton laveur. W latach 1977–1983 wydał Le P'tit Prof, Ali Beber, Clifton. Popularna seria Hugo powstała w 1981 roku.

## Wybrana bibliografia

### Hugo
1. Zaklęcie w fasolę (1986)
2. Karzeł z Corneloup (1987)
3. Boska jabłoń (1988)
4. Zamek mew (1989)
5. Błękitna perła (1990)

### Clifton
1. Czas przeszły złożony (1984, rysunki: Bédu, scenariusz: De Groot)
2. Uszkodzona pamięć (1986, rysunki: Bédu, scenariusz: De Groot)
3. Ostatni film (1987, rysunki: Bédu, scenariusz: De Groot)
4. Matoutou-falaise (1990, rysunki: Bédu, scenariusz: De Groot)
5. Le clan Mc Gregor (1991, scenariusz i rysunki: Bédu)
6. Mortelle saison (1992, scenariusz i rysunki: Bédu)
7. Le baiser du cobra (1995, scenariusz i rysunki: Bédu)